# Théorème de Bernstein (polynômes)
Pour les articles homonymes, voir Théorème de Bernstein.
En analyse, le théorème de Bernstein est une inégalité reliant le maximum du module d'une fonction polynomiale complexe sur le disque unitaire avec le maximum du module de sa dérivée sur le disque unitaire. Ce résultat a été prouvé par Sergueï Bernstein alors qu'il travaillait sur la théorie de l'approximation. 

## Énoncé
On note {\displaystyle \max _{|z|=1}|f(z)|} le module maximum d'une fonction arbitraire {\displaystyle f} sur {\displaystyle \{|z|=1\}} et on désigne par {\displaystyle f'} sa dérivée. Alors pour chaque polynôme {\displaystyle P} à coefficients complexes de degré {\displaystyle n}, on a: 
{\displaystyle \max _{|z|=1}|P'(z)|\leq n\max _{|z|=1}|P(z)|.}
L'inégalité est la meilleure possible, puisqu'il y a égalité si et seulement si : 
{\displaystyle P(z)=\alpha z^{n},\ |\alpha |=\max _{|z|=1}|P(z)|.}

### Preuve
Soit {\displaystyle P} un polynôme de degré {\displaystyle n} et soit {\displaystyle Q} un autre polynôme du même degré sans zéros dans {\displaystyle \{|z|\geqslant 1\}}. On montre d'abord que si {\displaystyle |P(z)|<|Q(z)|} sur {\displaystyle \{|z|=1\}}, alors {\displaystyle |P'(z)|<|Q'(z)|} sur {\displaystyle \{|z|\geqslant 1\}} . 
Par le théorème de Rouché, le polynôme {\displaystyle P(z)+aQ(z)} avec {\displaystyle |a|\geq 1} a tous ses zéros dans le disque unité. En vertu du théorème de Gauss-Lucas, {\displaystyle P'(z)+aQ'(z)} a tous ses zéros dans {\displaystyle \{|z|<1\}}. Il s'ensuit que {\displaystyle |P'(z)|<|Q'(z)|} sur {\displaystyle \{|z|\geqslant 1\}}, sinon on pourrait choisir un {\displaystyle a} avec {\displaystyle |a|\geq 1} tel que {\displaystyle P'(z)+aQ'(z)} ait un zéro dans {\displaystyle \{|z|\geqslant 1\}} . 
Pour un polynôme arbitraire {\displaystyle P} de degré {\displaystyle n}, nous obtenons alors le théorème de Bernstein en appliquant le résultat ci-dessus au polynôme {\displaystyle Q(z)=Cz^{n}}, où {\displaystyle C} est une constante arbitraire dépassant {\displaystyle \max _{|z|=1}|P(z)|}.

## Inégalité de Bernstein
En analyse mathématique, l'inégalité de Bernstein énonce que sur le plan complexe, dans le disque de rayon 1, le degré d'un polynôme multiplié par la valeur maximale d'un polynôme est une majoration de ce même maximum pour sa dérivée. Prenant la "k- ème dérivée" du théorème, on obtient 
{\displaystyle \max _{|z|\leq 1}(|P^{(k)}(z)|)\leq {\frac {n!}{(n-k)!}}\cdot \max _{|z|\leq 1}(|P(z)|).}

## Résultats similaires
Paul Erdős a conjecturé que si {\displaystyle P(z)} n'a pas de zéros dans le disque unité {\displaystyle \{|z|<1\}}, alors {\displaystyle \max _{|z|=1}|P'(z)|\leq {\frac {n}{2}}\max _{|z|=1}|P(z)|} . Cela a été prouvé par Peter Lax. 
M. A. Malik a montré que si {\displaystyle P(z)} n'a pas de zéros dans {\displaystyle \{|z|<k\}} pour un {\displaystyle k\geq 1} donné, alors {\displaystyle \max _{|z|=1}|P'(z)|\leq {\frac {n}{1+k}}\max _{|z|=1}|P(z)|} .